# 川钓樟
川钓樟（学名：Lindera pulcherrima var. hemsleyana）为樟科山胡椒属下的一个变种。